# هنري س. تشيبمان
هنري س. تشيبمان (بالإنجليزية: Henry C. Chipman)‏ هو قاضي ومحامي أمريكي، ولد في 1784، وتوفي في 1867.